# Mátraszőlős
Mátraszőlős község Nógrád vármegyében, a Pásztói járásban. 

## Fekvése

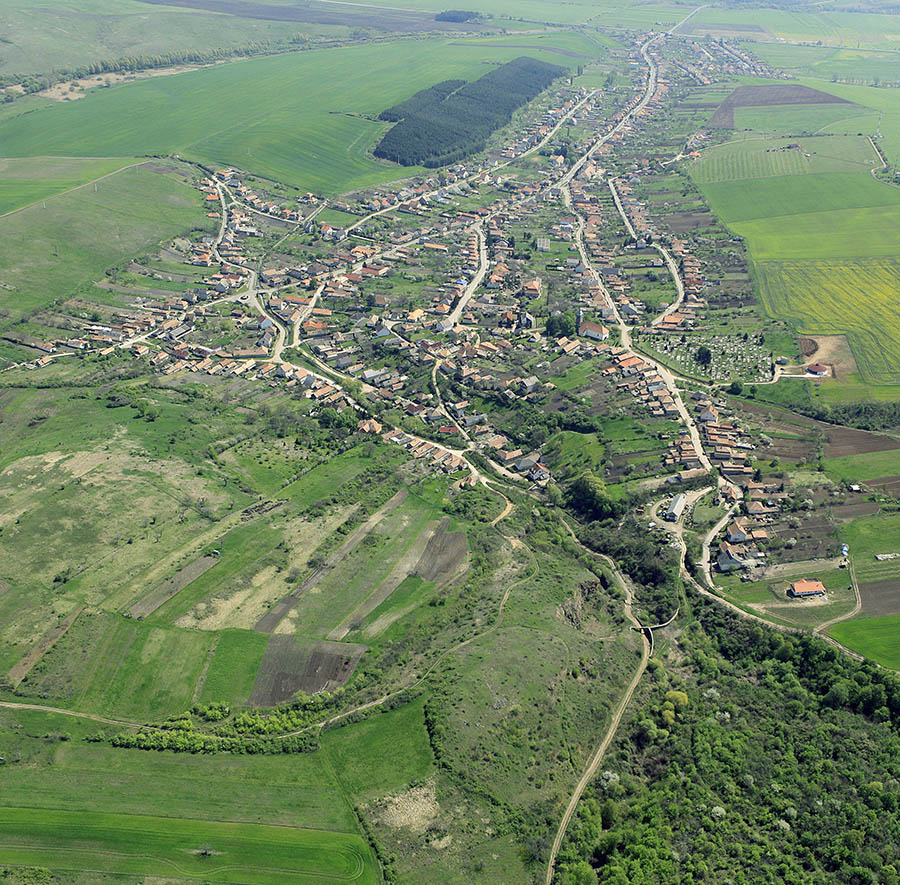
A falu látképe a levegőből

Mátraszőlős a Cserhát délkeleti lábánál fekszik, a Hévíz-patak partján (így nevében a Mátra- előtag megtévesztő). Átlagos tengerszint feletti magassága 200 méter. A Novohrad-Nógrád UNESCO Globális Geopark települése.
A legközelebbi város Pásztó 5 kilométerre; Salgótarján körülbelül 26 kilométerre, Budapest pedig mintegy 90 kilométerre van a településtől. A községet a Mátrától a Zagyva folyó választja el; határos Garábbal, Pásztóval, Felsőtolddal, Alsótolddal, Kutasóval, Sámsonházával és Tarral.

### Megközelítése
Belterületének déli szélét érinti a 21-es főút, így az tekinthető a legfontosabb közúti megközelítési útvonalának. Központja tekintetében azonban zsáktelepülésnek nevezhető, hiszen lakott területének legnagyobb része csak a 21 144-es számú mellékúton érhető el; ez utóbbi ugyanabban a körforgalmú csomópontban ágazik ki a 21-esből, ahonnan az ellenkező irányban a 2421-es (korábbi útszámozás szerint 24 303-as) út is, a község vasúti megállóhelye, illetve Pásztó felé.
Vasútvonal valójában nem érinti, de a déli határszéle közvetlen közelében, helyenként attól csak néhány lépésnyire húzódik a Hatvan–Somoskőújfalu-vasútvonal, melyen egy Hasznossal közös megállóhelye is van. Mátraszőlős-Hasznos megállóhely közvetlenül Mátraszőlős, a Pásztóhoz tartozó Hasznos és Tar hármashatára mellett helyezkedik el, de közigazgatásilag ez utóbbi területén.

## Története
A mész, s a környező hegyekben fellelhető kagylók, csigaházak és cápafogak azt igazolják, hogy az egész terület sok százezer évvel ezelőtt tengerfenék volt. Számos lelet bizonyítja, hogy kb. 2000 évvel ezelőtt kelták lakták ezt a területet. Az úgynevezett Király-dombon 18 kelta sírt tártak fel a 21-es főút építése során. [forrás?]
A község a Kacsics nemzetség ősi birtoka volt, az első említésére IV. Béla király egyik oklevelében kerül sor, mely 1229-ből való Zeuleus formában. 1345-ben az e nemzetségből származó Illés fiai Dénes és Benedek birtoka volt. Később gyakran változtak tulajdonosai, földesurai.1439-ben a Széchényi családé, 1598-ban pedig Rákóczi Zsigmondé a falu és határa. Három említésre méltó műemléke van, a Szent Erzsébet Plébániatemplom, a II. Rákóczi Ferencről elnevezett kápolna és a Nepomuki Szent János szobor. Mátraszőlős 1984 és 1991 között Pásztó része volt.

## Közélete
A település életét 1991-től irányítja önálló önkormányzat.

### Polgármesterei
- 1991–1994: Dr. Langmayer Balázs (független)[forrás?]
- 1994–1998: Dr. Langmayer Balázs (független)[3]
- 1998–2002: Dr. Langmayer Balázs (független)[4]
- 2002–2006: Tóth Gyula (független)[5]
- 2006–2010: Tóth Gyula (független)[6]
- 2010–2014: Tóth Gyula (független)[7]
- 2014–2019: Tóth Gyula (független)[8]
- 2019–2024: Nagy Ádám (független)[9]
- 2024– : Nagy Ádám (független)[1]

## Népessége
A település népességének változása:
| Lakosok száma | 1603 | 1589 | 1555 | 1464 | 1438 | 1450 | 1457 |
|               | 2013 | 2014 | 2015 | 2021 | 2022 | 2023 | 2024 |

2001-ben a település lakosságának 94%-a magyar, 6%-a cigány nemzetiségűnek vallotta magát.
A 2011-es népszámlálás során a lakosok 75,5%-a magyarnak, 5,4% cigánynak, 0,5% németnek, 0,3% szlováknak mondta magát (23,6% nem nyilatkozott; a kettős identitások miatt a végösszeg nagyobb lehet 100%-nál). A vallási megoszlás a következő volt: római katolikus 54,6%, református 0,4%, evangélikus 1%, felekezeten kívüli 8,2% (33,9% nem nyilatkozott).
2022-ben a lakosság 90,8%-a vallotta magát magyarnak, 9,9% cigánynak, 0,3% németnek, 0,3% ukránnak, 0,2% románnak, 0,1-0,1% görögnek, szlováknak, örménynek és horvátnak, 1,9% egyéb, nem hazai nemzetiségűnek (8,8% nem nyilatkozott; a kettős identitások miatt a végösszeg nagyobb lehet 100%-nál). Vallásuk szerint 39,7% volt római katolikus, 1,1% református, 0,6% evangélikus, 0,1% görög katolikus, 2,7% egyéb keresztény, 0,8% egyéb katolikus, 12% felekezeten kívüli (42,7% nem válaszolt).

## Nevezetességei
- A 750 éves római katolikus templom, mely Árpád-házi Szent Erzsébet nevét viseli. Kora gótikus stílusban épült a 14. században, többször bővítették, felújították. A templom egyhajós, fő- és mellékoltára 1669-ben készült barokk stílusban. Az oltárkép A 17. századból való festmény. A hajó északi falán a 14. századi freskó-töredék található. A keleti oldalon háromszintes nyerskő falazatú torony épült 1864-ben, az előző évben elbontott kőfal köveiből.
- A Rákóczi-kápolna, mely nevét a helyiek szerint arról kapta, hogy itt pihent meg II. Rákóczi Ferenc, miközben a szécsényi országgyűlésre igyekezett, ahol vezérlő fejedelemmé választották. Genthon István Nógrád megyei műemlékek című könyve szerint neve Nepomuki Szent János-kápolna, és az 1762-es fagykár emlékére épült.
- A volt Jankovich-kúria. A kastély, mely a 19. század közepén épült, az akkori vármegye egyik legszebb úri lakjai közé tartozott. A kastély később Dr. Rónyai Rezső tulajdonába került, aki üdülőt létesített itt Csillag Panzió néven. Magántulajdonban van, állaga leromlott, felújításra szorul. Az épület 1850 körül épült, földszintes, téglalap alakú, közepén négyoszlopos porticussal. Jellege: késői klasszicista. Magántulajdonban van, funkciója lakás, felújított.
- A Nepomuki Szent János szobor a 18. században készült rokokó stílusban. 1987-ben felújították, de nem sikerült visszaadni eredeti formáját. Gazdagon díszített, kőlábazaton álló szobor, anyaga puha mészkő. A szobor vidékies jellegű, rajta festés nyomai. A szobor anyaga: riolittufa, magassága 130 cm.
- A Függő-kői-barlang, amelyből őslénytani és régészeti leletek kerültek elő.

## Egyéb
A településen kétcsoportos óvoda működik. A tanulók iskolabusszal járnak a pásztói Gárdonyi Géza és Dózsa György általános iskolákba. Az egészségügyi ellátást vállalkozó háziorvos teljesíti.[forrás?]
A Művelődési Házban nagyterem és klubszoba áll rendelkezésre.
Közigazgatási területének 60%-a a Kelet-Cserhát Tájvédelmi Körzethez tartozik. Jelentős őslénytani leleteket őriznek a múzeumok, amelyeket az itteni mészkőbányában találtak.
A Függő-kő a cserháti andezitek leglátványosabb előfordulása. Az Országos Kéktúra útvonalán igen szép túrákat lehet tenni Garábra, a Függő-kőhöz, a Macska-hegyre és a Tepkére.
A környező hegyeket, dombokat erdőségek borítják: cser-, tölgy-, bükkfaerdők váltják egymást. Telepített fenyőerdők is bőséggel tarkítják a tájat. Mai napig szívesen keresik fel a vadászok ezeket a területeket.
1992-ben kiépült a vezetékes ivóvízhálózat. 1993-ban korszerűsítésre került a közvilágítás. 2001/2002-ben készült el a település csatornahálózata, valamint vezetékes földgázhálózat. A közművek megvalósulása után elsődleges feladat az úthálózat kiépítése, felújítása.
A település hagyományainak legfőbb ápolója és hordozója a Gyöngyvirág Énekegyüttes, mely jelenleg már aranykoszorús minősítéssel bír. A településnek férfi és női labdarúgócsapata is van, a lányok megyei bajnokságot nyertek.